# Golf Story
Golf Story est un jeu vidéo développé et édité par le studio australien Sidebar Games pour la Nintendo Switch. Le jeu est sorti en Amérique du Nord, en Europe et en Australie le 28 septembre 2017. Golf Story est un jeu d'aventure avec des éléments de jeu de rôle (RPG) basé sur le golf. Conçu à l'origine pour la Wii U, Golf Story connaît un long temps de développement et Sidebar Games demande finalement l'aide de Nintendo pour terminer le jeu et le sortir sur la Switch. Il est notamment influencé par la version Game Boy Color de Mario Golf, sortie en 1999.
Le jeu reçoit des critiques généralement positives, les critiques louant le ton, l'histoire et les personnages du jeu, mais la mécanique RPG et le manque d'originalité sont moins bien reçus. Le jeu est nommé pour plusieurs prix et remporte le prix du meilleur jeu de sport original aux National Academy of Video Game Trade Reviewers Awards. Une suite, Sports Story, est actuellement en développement pour la Switch.

## Système de jeu et synopsis
Golf Story est un jeu d'aventure de golf en vue de haut. Le jeu suit un golfeur malchanceux qui tente de retrouver son amour passé pour le jeu transmis par son père, après n'avoir pas joué pendant 20 ans. Le personnage joueur tente notamment d'impressionner son ex-femme et de participer au circuit professionnel de golf masculin.
Le jeu est présenté comme un jeu de rôle traditionnel (RPG), le personnage acquérant des compétences en puissance et en précision. Le jeu propose huit zones uniques remplies chacune de quêtes secondaires et de mini-jeux qui permettent au joueur de gagner de l'expérience et de l'argent. Ceux-ci peuvent ensuite être utilisés pour développer ses compétences et acheter de nouveaux équipements.
Chaque zone comprend un parcours de golf de neuf trous qui peut être joué une fois certaines missions terminées. Le golf se joue selon un système à trois clics, dans lequel le joueur clique avec rythme une fois pour viser, une fois pour régler la puissance et une fois pour régler la précision. Le joueur est capable de jouer des coups depuis n'importe quel endroit, ce qui lui permet d'obtenir des objets de collection et d'observer des easter eggs.
En plus du golf traditionnel, le jeu propose également une poignée de sports cousins, notamment le disc golf, le minigolf, un mini-jeu de golf inspiré d'un jeu Atari, un practice et du boulingrin.

## Développement et sortie
Golf Story est à l'origine en développement en tant que titre Wii U par Sidebar Games, un studio de développement composé d'une équipe de deux hommes du Queensland, en Australie. Cela devait être la première sortie sur une console de salon pour le studio, après avoir travaillé sur des jeux plus petits au cours des huit années précédentes.
En raison d'un long temps de développement dû à l'extension de la portée du jeu, le développement est transféré sur la Nintendo Switch après la fin de la durée de vie de la Wii U. Cela permet également à Sidebar Games d'obtenir l'aide de Nintendo pour terminer le développement du jeu. Golf Story est influencé par divers titres de jeux vidéo de golf passés, et en particulier la version Game Boy Color de Mario Golf. Un mode histoire à deux joueurs partageant le même écran partagé était initialement prévu, mais a été supprimé avant la sortie.
Golf Story sort en Amérique du Nord, en Europe et en Australie le 28 septembre 2017,, et au Japon le 9 mars 2018, publié par Flyhigh Works. Une version physique en nombre limitée, publiée par Limited Run Games en Amérique du Nord, est rendue disponible à partir du 28 septembre 2018,. Du contenu téléchargeable est initialement prévu pour après la sortie du jeu, ajoutant entre autres de nouveaux parcours de golf, mais l'accent s'est ensuite plutôt déplacé en faveur d'une suite.

## Accueil

### Critiques
Le jeu reçoit des « critiques généralement favorables » selon le site Web de l'agrégateur de critiques de médias Metacritic, sur la base de 39 critiques. Les critiques sont positives en ce qui concerne la sensation de jeu et son charme. Martin Robinson écrit pour Eurogamer qu'il s'agit de « l'un des meilleurs jeux que vous trouverez sur Nintendo Switch cette année », déclarant aussi que bien que le jeu ne soit pas le meilleur jeu de golf ou RPG, c'est une « combinaison irrésistible et harmonieuse » des deux. Gita Jackson, de Kotaku, déclare que « Golf Story est un RPG sur Nintendo Switch auquel vous devriez jouer », et bien qu'elle ne soit pas une fan de golf, elle a réussi à développer une appréciation pour ce sport.
Le jeu est aussi apprécié pour son histoire et ses personnages. Emily Snowden pour Pocket Gamer commente que « l'élément golf est amusant, l'histoire est intéressante, les personnages sont géniaux et le jeu est différent de la plupart des choses que nous avons vues sur Switch jusqu'à présent ». Andrew Reiner de Game Informer commente « Golf Story vous fait vous soucier des personnages et de leur monde autant que de réussir votre put » avant d'appeler le jeu une « bouffée d'air frais ». Une critique de Miguel Angel Escudero pour IGN indique que le jeu « déborde de charisme ». Ginny Woo, écrivant pour GameSpot, commente que Golf Story « capture avec succès les pièges des RPG d'antan, et les traits d'esprit et les particularités des personnages que vous rencontrez sont un excellent amuse-bouche entre les parties de golf ».
Alors que la majorité des retours sont positifs, certains critiques estiment que le RPG présente de gros manque dans des domaines cruciaux, tels que les mécanismes de jeu et l'originalité. Kay Purcell pour Gaming Trend déclare que « Golf Story est freiné par un certain nombre de mécanismes, dont certains ne sont pas très étoffés ou agréables ». Alex Fuller de RPGamer note également : « on peut affirmer que le jeu n'apporte rien de trop nouveau ».
Eurogamer classe Golf Story 50e meilleur jeu de 2017, tandis que Electronic Gaming Monthly le classe 24e meilleur jeu de 2017.

### Récompenses
Le jeu est nommé comme « Meilleur jeu Switch » lors du prix du jeu de l'année 2017 de Destructoid ainsi que « Meilleur jeu Switch » et « Meilleur RPG » lors des prix IGN,. Il remporte le prix « Plus grande surprise » lors du concours du RPG de l'année de Game Informer.
| Année | Prix                                                  | Catégorie                            | Résultat   | Réf    |
| ----- | ----------------------------------------------------- | ------------------------------------ | ---------- | ------ |
| 2017  | The Game Awards 2017                                  | Meilleur premier jeu indépendant     | Nomination | [ 28 ] |
| 2018  | National Academy of Video Game Trade Reviewers Awards | Sports originaux                     | Lauréat    | ,      |
| 2018  | Game Developers Choice Awards                         | Meilleur premier jeu (Sidebar Games) | Nomination | ,      |

## Suite
Le 10 décembre 2019, une suite est annoncée dans une vitrine Nintendo Indie World. Le jeu, intitulé Sports Story, proposera d'autres types de sports en plus du golf, tels que le tennis, le football, le baseball et des combinaisons comiques de ces sports. Il conservera les sports additionnels ainsi que les aspects de jeux de rôle et d'aventure du premier jeu. Initialement prévu pour une sortie mi-2020 en exclusivité Nintendo Switch,, il est ensuite reporté à une date ultérieure encore indéterminée,.